# Myxorrouma
Myxorrouma (griechisch Μυξόρρουμα (n. sg.) auch Mixorrouma Μιξόρρουμα) ist ein Dorf im Süden der griechischen Mittelmeerinsel Kreta. Administrativ gehört zum Gemeindebezirk Lambi der Gemeinde Agios Vasilios in der Region Kreta. Gemeinsam mit drei weiteren kleinen Siedlungen bildet es die gleichnamige Kinotita mit insgesamt 371 Einwohnern.

## Lage
Das Dorf Myxorrouma liegt an der Landstraße Rethymno-Spili. Das Gebiet um Myxorrouma erstreckt sich etwa sieben Quadratkilometer südwärts zwischen den Wildbächen Megalopotamos und Kissamos bis zum Berg Koúles (676 m), der natürlichen Grenze zu Asomatos. Der Ortsteil Agia Pelagia liegt in geringer Entfernung unmittelbar westlich von Myxorrouma, nördlich grenzt es an die Ortsgemeinschaft Lambini (Λαμπινή). Die Siedlung Frati ist etwa drei Kilometer südwestlich gelegen. Der Name Myxorrouma bezieht sich auf die ursprünglich Lage des Dorfes, tiefergelegen und etwas südlich vom heutigen Standort am Zusammenfluss zweier Bäche.

## Verwaltungsgliederung

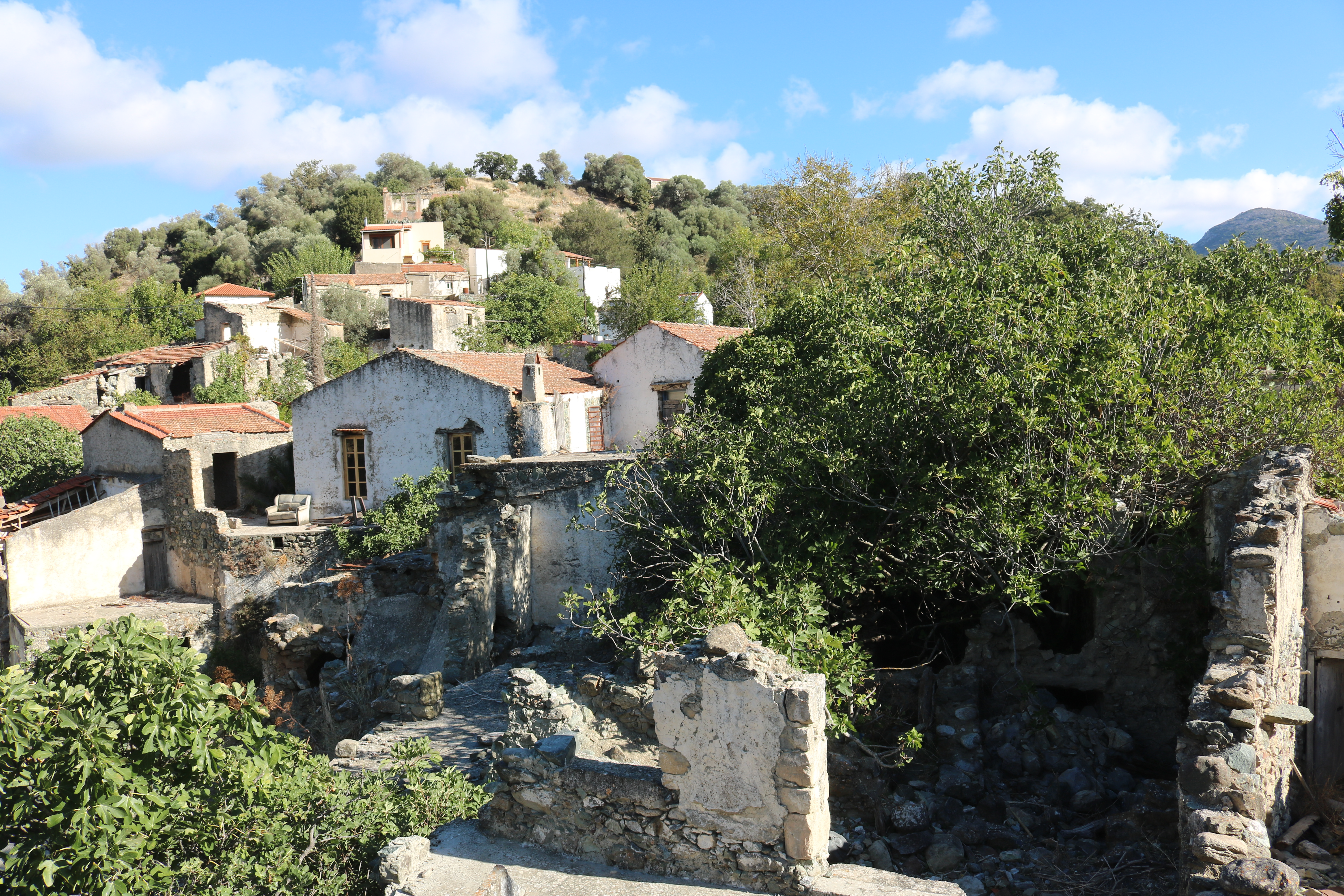
Kato Myxorrouma

Zum Ende der Osmanischen Herrschaft stimmte die „Generalversammlung der Kreter“ (Γενική Συνέλευση των Κρητών) 1879 für ein Kommunalrecht, das die Provinzen in kleinere erste Verwaltungseinheiten mit Elementen der Selbstverwaltung unterteilte. In der Provinz Agios Vasilios (Επαρχία Αγίου Βασιλείου Eparchía Agíou Vasilíou) wurden vier Gemeinden gegründet. Mixorrouma, Agia Pelagia, Diplochori und Frati bildeten mit weiteren 13 Dörfern die Gemeinde Lampi. Mit der administrativen Neuorganisation des Kretischen Staates im April 1911 folgte die Abschaffung dieser provinziellen Großgemeinden zugunsten kleinerer ländlicher Gemeinden (αγροτικός δήμος agrotikós dímos) als selbstständige juristische Personen des öffentlichen Rechts abhängig von ihrer Einwohnerzahl. Die Dörfer Mixorrouma, Agia Pelagia, Diplochori und Frati bildeten jetzt die ländliche Gemeinde Mixorrouma. Nach der Vereinigung des Kretischen Staats mit Griechenland 1925 bildete der Ort Myxorrouma als Verwaltungssitz gemeinsam mit Agia Pelagia, Lambini und Frati die unabhängige Landgemeinde Myxorrouma (Κοινότητα Μυξόρρουμα Kinótita Myxórrouma), Diplochori wurde der Landgemeinde Mourne zugeschlagen. Bereits 1931 wurde Lambini als eigenständige Landgemeinde wieder ausgegliedert. Die Anerkennung der direkt an der Landstraße gelegenen Ansiedlung Ano Myxorrouma erfolgte 1951. Mit der Gebietsreform von 1997 wurde Myxorrouma der Gemeinde Lambi angegliedert. Diese Gemeinde wiederum bildet seit der Verwaltungsreform von 2010 einen von zwei Gemeindebezirken der neu gegründeten Gemeinde Agios Vasilios und Myxorrouma zunächst eine Ortsgemeinschaft. Dieser Begriff wurde mit dem Kleisthenis-I-Programm 2019 durch Kinotita ersetzt.
An der untenstehenden Tabelle zur Einwohnerentwicklung lässt sich gut ersehen, dass das ursprüngliche unten am „Fluss“ gelegene Dorf Myxorrouma nach dem Zweiten Weltkrieg nach und nach komplett entvölkert wurde. Die Menschen ließen sich in nördlicher Richtung weiter oben an der im Krieg ausgebauten Landstraße nach Spili nieder, diese neue Niederlassung wurde ab dann verwaltungstechnisch als Ano Myxorrouma (Ober-Myxorrouma) bezeichnet. Landläufig wird dieser Namenszusatz aber kaum verwendet. Auf das alte Dorf dagegen wird seitdem mit dem Zusatz Kato Myxorrouma (Unter Myxorrouma) verwiesen. In Kato Myxorrouma wurden seit Anfang der 2000er Jahre einige der seit Jahrzehnten leerstehenden Ruinen wieder renoviert, so dass sein Status als „Geisterdorf“ wieder beendet ist.
| Name           | griechischer Name       | Code       | 1920 | 1928 | 1940 | 1951 | 1961 | 1971 | 1981 | 1991 | 2001 | 2011 |
| -------------- | ----------------------- | ---------- | ---- | ---- | ---- | ---- | ---- | ---- | ---- | ---- | ---- | ---- |
| Myxórrouma     | Μυξόρρουμα (n. sg.)     | 7302011401 | 207  | 220  | 280  | 173  | 128  | 042  | 018  | 008  | 000  | 014  |
| Agía Pelagía   | Αγία Πελαγία (f. sg.)   | 7302011402 | 084  | 108  | 121  | 116  | 104  | 091  | 089  | 059  | 051  | 090  |
| Áno Myxórrouma | Άνω Μυξόρρουμα (n. sg.) | 7302011403 |      |      |      | 148  | 159  | 216  | 225  | 231  | 260  | 210  |
| Fratí          | Φρατί (n. sg.)          | 7302011404 | 076  | 092  | 122  | 106  | 097  | 085  | 102  | 096  | 084  | 057  |
| Gesamt         | Gesamt                  | 73020114   | 393* | 420  | 523  | 543  | 488  | 434  | 434  | 394  | 395  | 371  |

* einschließlich Diplochori (Διπλοχώρι (n. sg.)) damals mit 26 Einwohnern

## Kapellenweg

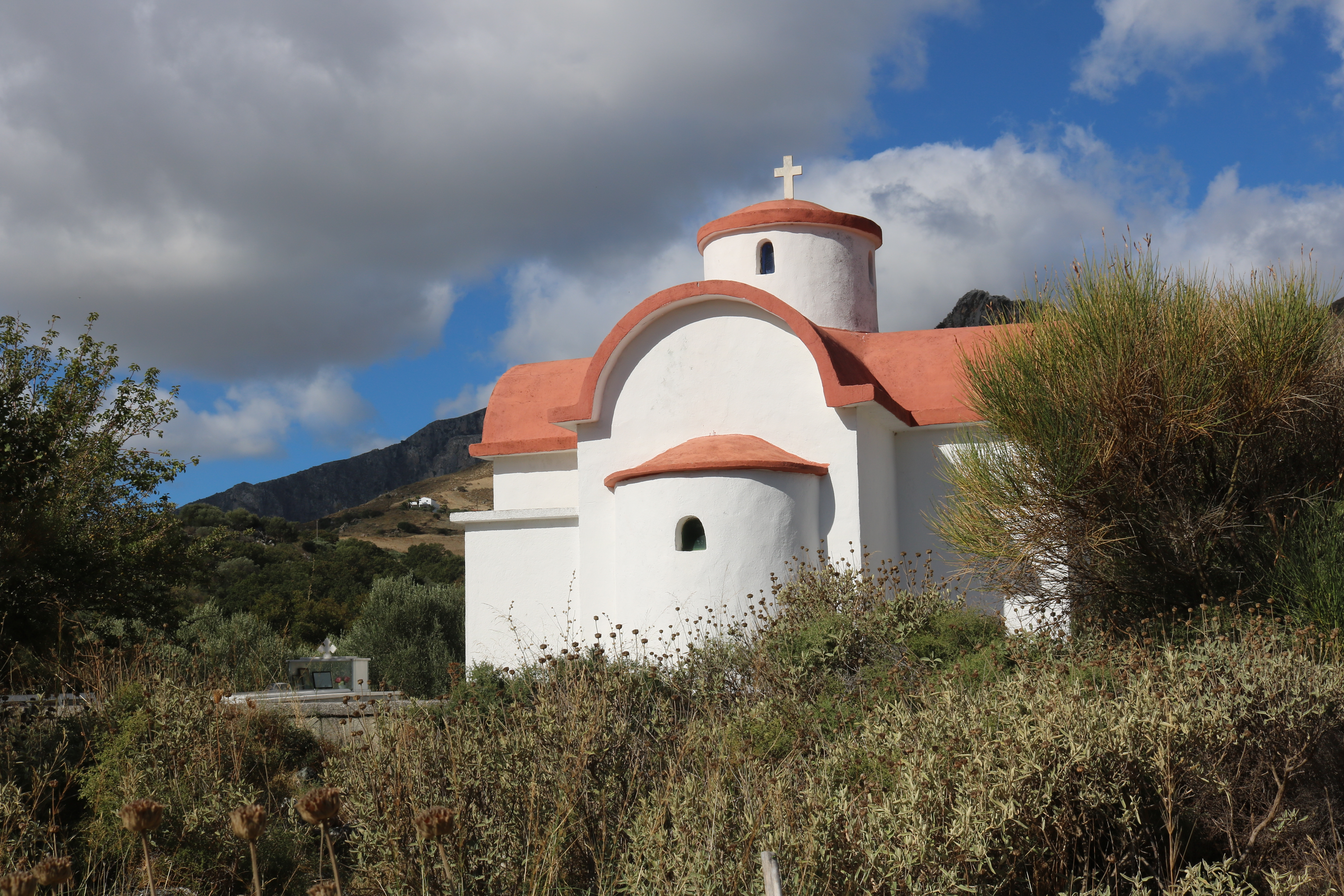
Kapelle bei Myxorrouma

Von Myxorrouma führt ein „Kapellenweg“ genannter etwa dreistündiger Rundwanderweg durch das Hügelland westlich der Ortschaft. Auf nicht markierten Feld- und Wirtschaftswegen kommt man an sechs Kapellen und drei Dorfkirchen vorbei.